# Adenophyllum
Genre
Classification APG III (2009)
Adenophyllum est un genre de plante à fleurs de la famille des Asteraceae.

## Liste d'espèces
Selon NCBI (14 févr. 2012) :
- Adenophyllum cooperi
- Adenophyllum glandulosum
- Adenophyllum porophyllum

Selon ITIS (14 févr. 2012) :
- Adenophyllum cooperi (A. Gray) Strother
- Adenophyllum porophylloides (A. Gray) Strother
- Adenophyllum porophyllum (Cav.) Hemsl.
- Adenophyllum wrightii A. Gray